# Anabarhynchus longipennis
Anabarhynchus longipennis är en tvåvingeart som beskrevs av Krober 1932. Anabarhynchus longipennis ingår i släktet Anabarhynchus och familjen stilettflugor. Inga underarter finns listade i Catalogue of Life.